# フランコ・ハラ
フランコ・ダニエル・ハラ（Franco Daniel Jara, 1988年7月15日 - ）は、アルゼンチン・コルドバ州出身のサッカー選手。ポジションはフォワード。

## 経歴

### クラブ
2008年からアルゼンチンのアルセナルFCに所属し、5月23日のAAアルヘンティノス・ジュニアーズ戦 (0-1) でデビューした。2009年4月10日、CAコロン戦で初ゴールを記録した。
2010年1月30日、ポルトガルのSLベンフィカと5年契約を結んだ。移籍金は550万ユーロ。デビュー2戦目となった8月15日のアカデミカ・コインブラ戦 (1-2) で移籍後初得点を挙げ、2010-11シーズンは公式戦通算43試合に出場して11得点を挙げた。
2011年8月後半、スペイン・プリメーラ・ディビシオン（1部）に昇格したばかりのグラナダCFにレンタル移籍した。

## 代表
2010年1月19日、コスタリカとの親善試合のためにアルゼンチン代表に初招集された。8月27日のコスタリカ戦 (3-2) でデビューし、その試合で決勝点を挙げた。

## タイトル
SLベンフィカ
- タッサ・ダ・リーガ : 2010-11
- プリメイラ・リーガ : 2014-15

オリンピアコスFC
- ギリシャ・スーパーリーグ : 2014-15
- キペロ・エラーダス : 2014-15

CFパチューカ
- リーガMX : 2016C
- CONCACAFチャンピオンズリーグ : 2016-17